# Журавлёв, Валерий Геннадьевич
Валерий Геннадьевич Журавлёв (20 декабря 1954, Семипалатинск, Казахская ССР) — советский футболист, полузащитник, российский тренер.
Всю карьеру провёл в клубе второй советской лиги «Спартак» Семипалатинск в 1973—1984 годах. Победитель второй лиги-1977, обладатель Кубка Казахстана-1983.
В 1985 году работал тренером клуба, в 1986—1987 — начальником команды, в 1988—1992 — главным тренером. Работал в клубах Казахстана «Булат» Темиртау (1993 — главный тренер), «Восток» / «Восток-Алтын» Усть-Каменогорск (1998 — тренер, 1999—2000 — главный тренер), «Ордабасы» (главный тренер), «Энергетик-2» Павлодар (2007—2008, главный тренер), «Спартак» Семей (2011—2012 — главный тренер, 2014 — тренер, главный тренер дубля) и России «Самотлор-XXI» / «Югра» Нижневартовск (1995, 2004 — главный тренер), «Шахтёр» Прокопьевск (2005 — главный тренер). Работал в ДЮСШ «Иртыш» (Омск).